# Škocjan (Divača)
Škocjan je vesnička ve Slovinsku nacházející se v regionu Obalno-kraška.
Nacházejí se zde Škocjanské jeskyně, které jsou zapsány v UNESCO. Je zde pohřben rodák z Bravantic Anton Hanke, který se významně zasloužil ohledně objevování místních jeskyní. Přímo v obci se nachází jícen přes 90m hluboké propasti Okroglica.
Místní kostel je zasvěcený sv. Kasiánovi a patří k farnosti Rodik.